# José Pinochet Olave
José Ignacio Pinochet Olave (13 de mayo de 1970) es un abogado ambientalista y político chileno, militante de Renovación Nacional (RN). Desde el noviembre de 2019 hasta marzo de 2022, se desempeñó como subsecretario de Agricultura de su país bajo el segundo gobierno del presidente Sebastián Piñera.

## Biografía
Es hijo de Ruperto Aurelio Pinochet Pinochet y de María Del Pilar Dalinda Olave Lavín. Egresó como abogado de la Universidad de Chile en 1995 y en 2000 de un magíster en derecho económico.
Es especialista en derecho ambiental, posee una larga trayectoria en materias sociales y medioambientales. Ha participado en equipos jurídicos con Earthjustice y la AIDA (Asociación Interamericana para la Defensa del Ambiente) en presentaciones ante la OCDE y otras instancias internacionales y recientemente ha asesorado y efectuado presentaciones ante la nueva institucionalidad ambiental, obteniendo en septiembre de 2015 el primer texto refundido de RCAs en conformidad al artículo 25 sexies de la Ley 19.300.
Fue director ejecutivo de la Fiscalía del Medio Ambiente por diez años, profesor e investigador en temas ambientales y en el periodo 2010 a 2014, fue director Nacional de la División de Organizaciones Sociales y Secretario Regional Ministerial del Medio Ambiente en la Región Metropolitana.
Hasta 2019 ejerció como asesor en medio ambiente en la Intendencia Metropolitana y privadamente, en las compañías jurídicas Cisternas y Cía., y Ears Chile.

### Vida personal
Tiene seis hermanos, está casado y es padre de dos hijos gemelos

## Publicaciones
- El Derecho al Ambiente como Derecho Humano, Relaciones y Desafíos para su Reconocimiento. 2006.